# Alexandre-Jacques-Bernard Law de Lauriston
Alexandre-Jacques-Bernard Law, marquis de Lauriston (* 1. Februar 1768 in Pondichéry, Indien; † 11. Juni 1828 in Paris) war ein französischer Général de division und Marschall des Empire.

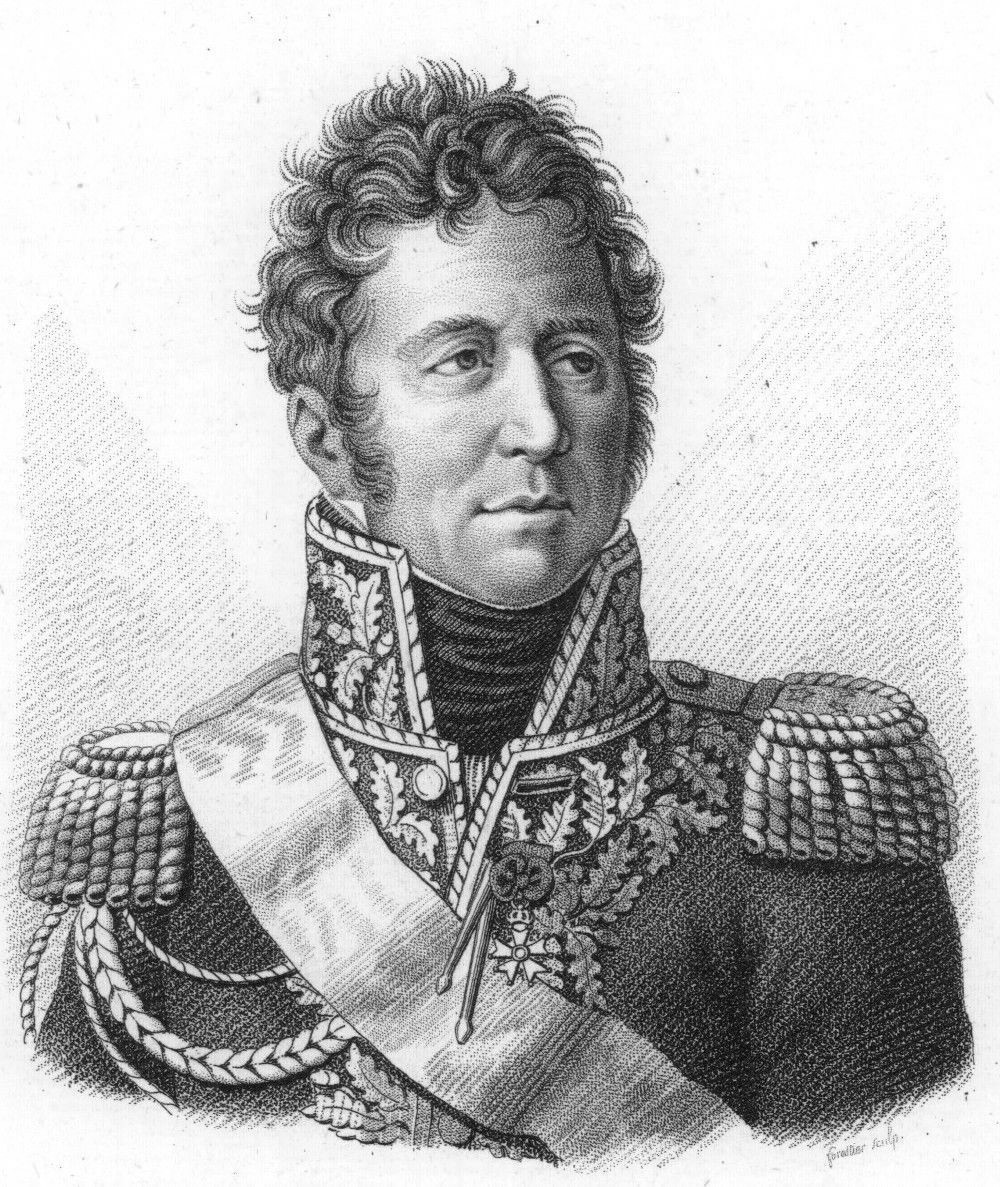
Alexandre-Jacques-Bernard Law, marquis de Lauriston

## Leben
Lauriston war Bonapartes Gefährte auf der Artillerieschule zu Brienne, Sohn von Jean Law de Lauriston und ein Großneffe John Laws. Er trat 1785 in die Armee ein und war bereits 1795 Artillerieoberst. Nach dem 18. Brumaire wurde er vom Ersten Konsul in den Generalstab berufen, 1801 zum Adjutanten ernannt und bald darauf zum Général de brigade befördert.
1805 zum Général de division befördert, wurde er beauftragt, Venedig und Dalmatien in Besitz zu nehmen, behauptete er sich in Ragusa gegen eine bedeutende Übermacht und wurde nach dem Tilsiter Frieden Generalgouverneur von Venedig. 1808 begab er sich zur Armee nach Spanien, kämpfte 1809 in der Schlacht bei Wagram mit Auszeichnung und ging 1811 als außerordentlicher Gesandter nach Sankt Petersburg.
Im Russlandfeldzug 1812 stieß er in Smolensk zu der französischen Armee, befehligte auf dem Rückzug die Nachhut und organisierte im Winter 1813 in Magdeburg das 5. Armeekorps, an dessen Spitze er den Feldzug von 1813 mitmachte. Als er in der Völkerschlacht bei Leipzig als Kommandeur des 5. Corps nach Sprengung der Brücke über die Weiße Elster durch den Fluss schwamm, geriet er in Gefangenschaft und wurde nach Berlin gebracht.
Nach der Restauration nach Frankreich zurückgekehrt, huldigte er Ludwig XVIII. und wurde dafür zum Capitaine-lieutenant der Mousquetaires gris ernannt. Während der Hundert Tage zog er sich auf seine Güter zurück; wurde nach der Rückkehr des Königs Kommandant der 1. Division der Gardeinfanterie, 1820 Minister des königlichen Hauses und Marschall, befehligte bei der Französischen Invasion in Spanien 1823 das 2. Reservekorps und zog sich 1824 aus den öffentlichen Ämtern zurück.
Alexandre-Jacques-Bernard Law, Marquis de Lauriston starb am 11. Juni 1828 in Paris.

## Ehrungen
Sein Name ist am Triumphbogen in Paris in der 13. Spalte eingetragen.